# Tängelgårdastenarna

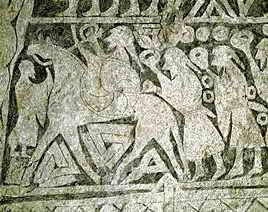
Detalj från Tängelgårdastenen. Krigaren rider in i Valhall.

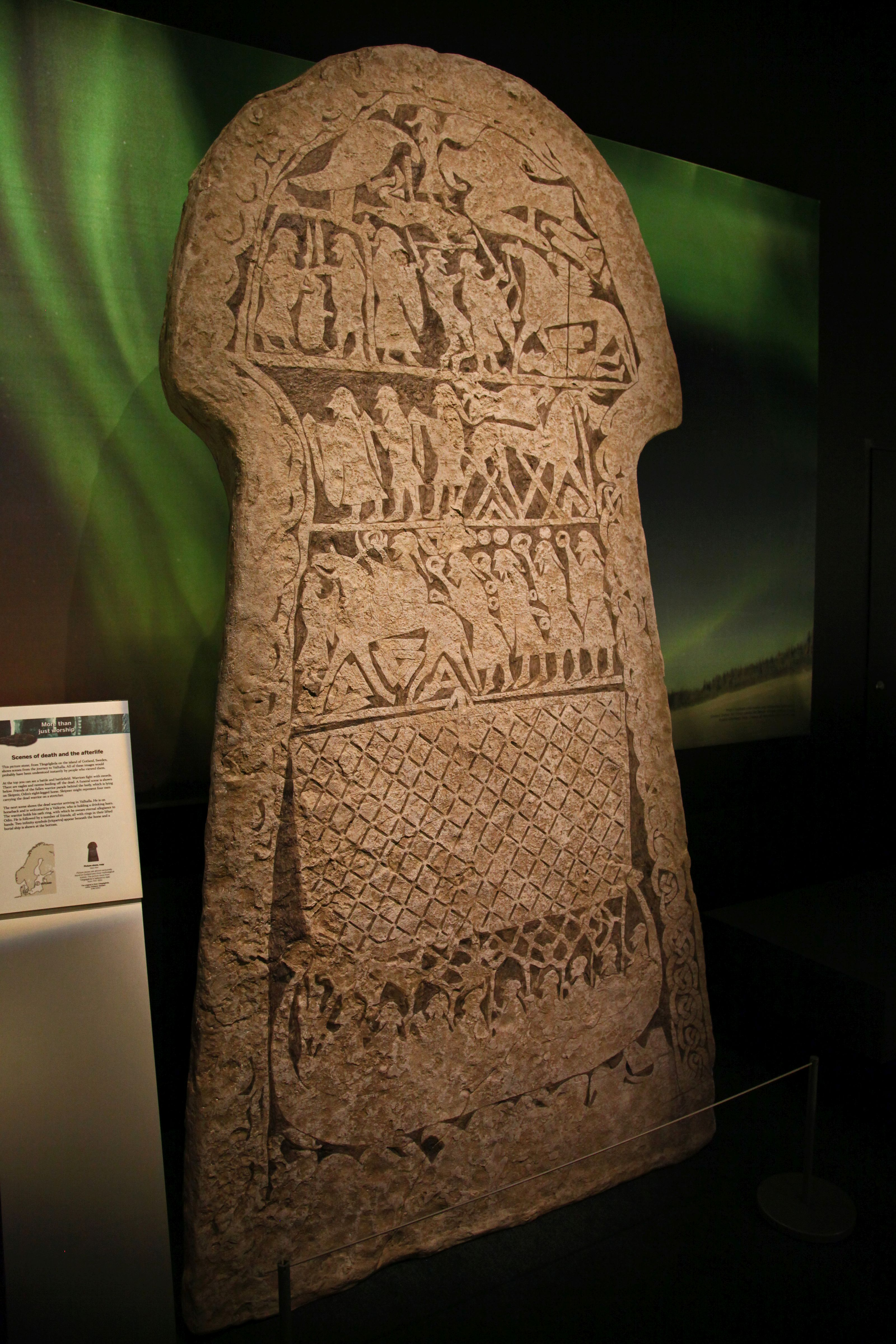
Tängelgårdastenen.

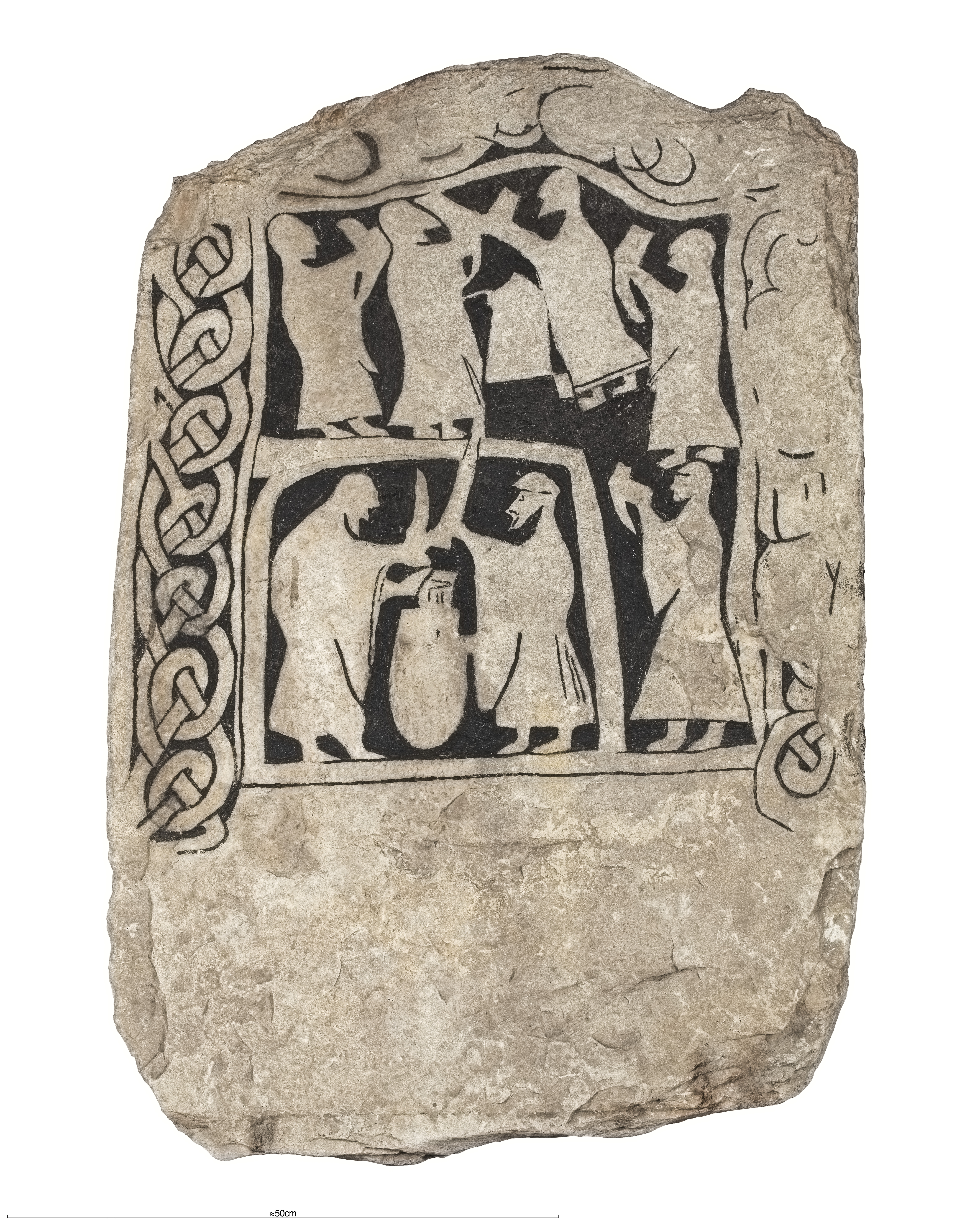
Tängårda IV

Tängelgårdastenarna är en grupp om fyra bildstenar från 700-talet som upptäcktes i Lärbro socken på Gotland år 1903 av några lekande pojkar. Stenarna fördes till Historiska museet i Stockholm utan att fyndplatsen undersöktes. Den mest kända av stenarna kallas ofta bara Tängelgårdastenen.

## Tängelgårdastenen
Tängelgårdastenen består av en serie bilder och scener ur fornnordisk mytologi. I den översta syns en stridsscen med beväpnade män som slåss. Över dem svävar fåglar. Till höger ligger en krigare död på marken. 
Den andra bilden visar ett begravningsfölje där tre män går med svärden vända nedåt som ett tecken på respekt. Bakom männen liger den döde krigaren ovanpå en häst.
På den tredje bilden rider mannen in till Valhall. Han möts av en kvinna med en dryckesbägare och bakom honom följer fyra män som bär ringar i sina händer. Ringarna kan symbolisera seger och ära, eller vara betalningsmedel och gåvor. En annan tolkning är att det är Sigurd Fafnesbane som delar ut ringar och guld. Under hästen finns två valknutar.
På den sista bilden syns ett stort fartyg.